# Caridade do Piauí
Caridade do Piauí is een gemeente in de Braziliaanse deelstaat Piauí. De gemeente telt 4.778 inwoners (schatting 2009).